# Labotas
Labotas of Leobotes (Grieks: Λαβώτας of Λεωβώτης) was een Spartaanse koning, de vierde van het huis van de Agiaden. Hij regeerde van 870 tot 840 voor Christus. Hij was de opvolger van zijn vader Echestratos, en werd zelf opgevolgd door zijn zoon Doryssus.
Volgens Griekse geschiedsschrijver Herodotus was hij nog zeer jong toen zijn vader Echestratos stierf, en daarom zou hij in het begin van zijn theoretische regeerperiode bijgestaan  door een regent, zijn nonkel Lykurgos. Het is rond die tijd dat, volgens Herodotus, Lykurgos de eerste Spartaanse wetten opstelde, die nog eeuwen na hem gebruikt zouden worden. Volgens Pausanias echter gebeurde dit pas tijdens de regeerperiode van Agesilaüs I. Toen Labotas de volwassen leeftijd bereikt had, nam hij de macht van zijn nonkel over, maar het is onbekend wanneer dit precies gebeurde. 
Labotas was de drijvende kracht achter de oorlog tegen de Achaeërs, en leidde de bezetting van Kynouria. Ook haalde hij inwoners uit de omliggende steden weg, en maakte hij ze tot de zogenaamde perioiken. Volgens Hieronymus regeerde hij 37 jaar.